# All-Star Game LFB 2002
Le All-Star Game LFB 2002 est la 4e édition du All-Star Game LFB. Il se déroule le 21 décembre 2002 au Palacium à Villeneuve-d'Ascq. L’équipe de l'Ouest a battu l’équipe de l'Est (74-72). Edwige Lawson-Wade a été élue MVP. La meilleure marqueuse du match est Rankica Šarenac avec 16 points.

## Joueuses

### All-Stars de l'Ouest
| Position    | Joueuse              | Équipe               |
| ----------- | -------------------- | -------------------- |
| Meneuse     | Yannick Souvré       | Bourges              |
| Meneuse     | Céline Dumerc        | Tarbes Gespe Bigorre |
| Arrière     | Laure Savasta        | Tarbes Gespe Bigorre |
| Arrière     | Cindy Blodgett       | W Bordeaux Basket    |
| Ailière     | Ilona Korstine       | Bourges              |
| Ailier fort | Elena Nikipolskaïa   | USO Mondeville       |
| Ailier fort | Tatiana Chtchogoleva | USO Mondeville       |
| Ailier fort | Rankica Šarenac      | Tarbes Gespe Bigorre |
| Ailier fort | Petra Štampalija     | Toulouse             |
| Pivot       | Slobodanka Tuvić     | Bourges              |
| Pivot       | Leighann Doan        | Clermont             |

- Entraîneurs : Olivier Hirsch (Bourges) assisté de Sébastien Nivet

### All-Stars de l'Est
| Position    | Joueuse               | Équipe                |
| ----------- | --------------------- | --------------------- |
| Arrière     | Anastasía Kostáki     | Nice                  |
| Meneuse     | Edwige Lawson-Wade    | Valenciennes          |
| Arrière     | Audrey Sauret         | Valenciennes          |
| Meneuse     | Kathy Wambé           | Villeneuve-d’Ascq     |
| Arrière     | Iziane Castro Marques | ASPTT Aix-en-Provence |
| Ailière     | Allison Feaster       | Valenciennes          |
| Ailière     | Sandra Le Dréan       | Valenciennes          |
| Ailier fort | Lucienne Berthieu     | ASPTT Aix-en-Provence |
| Ailier fort | Merima Secerbegovic   | Reims                 |
| Ailier fort | Nicole Antibe         | Valenciennes          |
| Pivot       | Ann Wauters           | Valenciennes          |

- Entraîneurs : Laurent Buffard (Valenciennes) assisté d'Emmanuel Cœuret (USO Mondeville)

## Concours
Concours de tirs à 3 points : Nicole Antibe et Ann Wauters (vainqueur)